# Duje Krstulović
Dujam Krstulović, detto Duje (Spalato, 5 febbraio 1953), è un ex cestista jugoslavo.

## Palmarès
- YUBA liga: 1

Spalato: 1976-77
- Coppa di Jugoslavia: 3

Spalato: 1972, 1974, 1977
- Coppa Korać: 2

Spalato: 1975-76, 1976-77